# Coyame del Sotol
Coyame del Sotol är en kommun i Mexiko.   Den ligger i delstaten Chihuahua, i den norra delen av landet, 1 300 km nordväst om huvudstaden Mexico City. Antalet invånare är 1 681. Arean är 7 877 kvadratkilometer.
Terrängen i Coyame del Sotol är kuperad åt sydväst, men åt nordost är den bergig.
Följande samhällen finns i Coyame del Sotol:
- Coyame
- Cuchillo Parado